# NGC 5403
NGC 5403, gelegentlich auch als Mini-Sombrero bezeichnet, ist eine Balkenspiralgalaxie vom Hubble-Typ SBb im Sternbild Jagdhunde und etwa 126 Millionen Lichtjahre von der Milchstraße entfernt. Die Entfernungsmessungen basierend auf den Radialgeschwindigkeiten stimmen nicht mit den rotverschiebungsunabhängigen Entfernungsschätzungen von 177 Millionen Lichtjahren überein.
Sie wurde am 16. Mai 1787 von Wilhelm Herschel mit einem 18,7-Zoll-Spiegelteleskop entdeckt, der sie dabei mit „cF, pL, iF“ beschrieb. Zusammen mit der erst viel später entdeckten Galaxie UGC 8919 N bildet sie eine gravitationell gebundene Galaxienpaar.